# Playboy
Playboy là một tạp chí dành cho đàn ông của Mỹ được thành lập ở Chicago, Illinois bởi Hugh Hefner. Tạp chí này đã phát triển thành Công ty Playboy mọi thể loại nghe nhìn. Playboy là một thương hiệu nổi tiếng được biết đến nhiều nhất và xuất bản rộng khắp trên thế giới. Tạp chí được xuất bản ra hàng tháng, đặc điểm nổi bật đó là những chân dung bức ảnh khỏa thân phụ nữ, kèm theo nhiều bài báo về thời trang, thể thao, hàng tiêu dùng và hình tượng hay biểu tượng phổ biến, nó cũng giới thiệu những tác phẩm văn chương hàng đầu với những đoạn giới thiệu ngắn tiểu thuyết như của Arthur C. Clarke, Ian Fleming, Vladimir Nabokov, Margaret Atwood... Nó cũng có đưa ra những quan điểm phóng khoáng nhất là lĩnh vực chính trị. Nó sử dụng hình ảnh khỏa thân trang nhã hấp dẫn và mang tính nghệ thuật ở trang bìa nhằm thu hút độc giả. Điểm nhấn của tạp chí này còn là Playboy Playmate là một người mẫu nữ được giới thiệu ở trang giữa/trang bìa của tạp chí Playboy với tư cách là Người bạn diễn của tháng (PMOTM).

## Sáng lập viên
|  |

## Trên thế giới

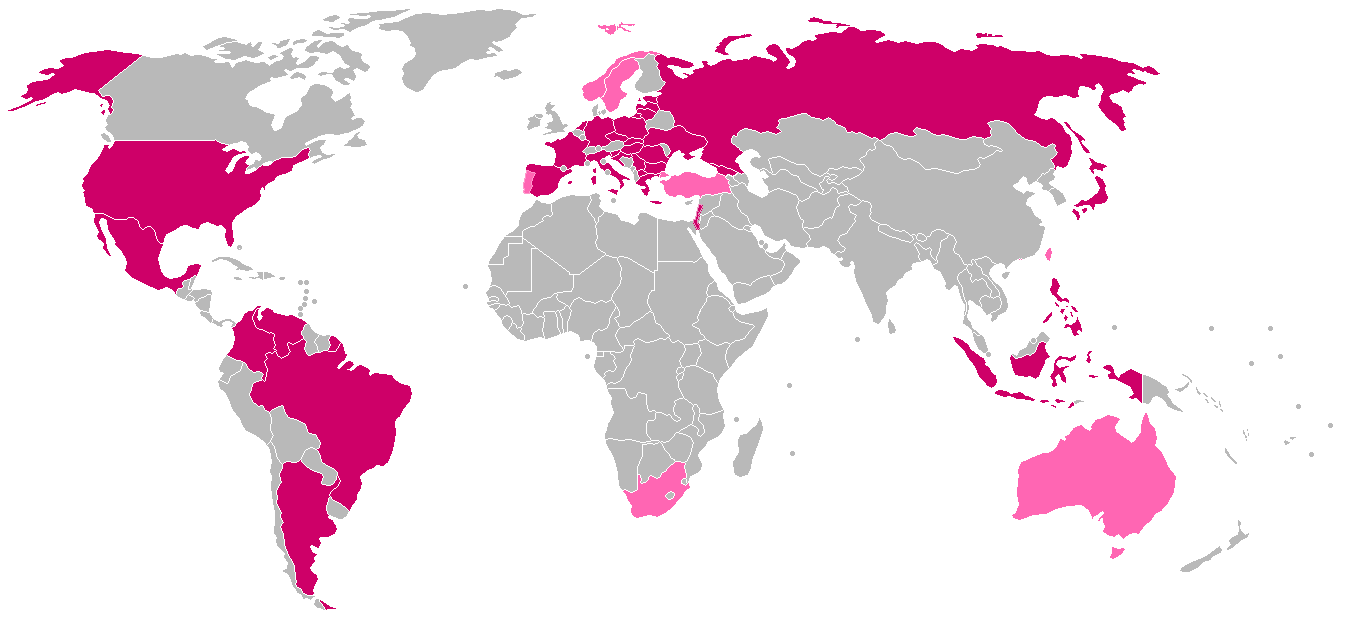
Hình những đất nước xuất bản tạp chí Playboy. Màu hồng đậm là những quốc gia cho phép Playboy xuất bản hiện giờ. Màu hồng nhạt là những quốc gia đã từng được xuất bản Playboy nhưng hiện giờ thì không.

(bao gồm ngày bắt đầu và kết thúc)

### Hiện tại
- Philippines (2008-)[1]

Châu Mỹ
- Hoa Kỳ (1953–)
- Argentina (1985–1995, 2006–)
- Brasil (1975–) — xem bài chuyên biệt
- Colombia (2008–)
- México (1976–1998, 2002–)
- Venezuela (2006–)

Châu Âu
- Bulgaria (2002–)
- Croatia (1997–)
- Cộng hòa Séc (1991–)
- Estonia (2007–)[2]
- Pháp (1973–)
- Đức (1972–)[3]
- Hy Lạp (1985–)
- Hungary (1989–1993, 1999–)
- Ý (1972–2003, 2008-)[4]
- Latvia (2010-)[5]
- Litva (2008-)
- Macedonia (2010-)[6]
- Hà Lan (1983–)
- Ba Lan (1992–)[7]
- România (1999–)
- Nga (1995–)
- Serbia (2004–)[3]
- Slovakia (1997–2002, 2005–)
- Slovenia (2001–)
- South Africa (1993–1996)[7] (bắt đầu từ tháng 4 năm, 2011. Tạp chí Playboy đã được hoạt động lại)
- Tây Ban Nha (1978–)
- Ukraina (2005–)

### Cũ
- Indonesia (2006–2007)[3]
- Singapore
- Hồng Kông (1986–1993)
- Đài Loan(1990–2003)
- Nhật Bản (1975–)

Châu Mỹ
- Bồ Đào Nha (2009-)[8]

Châu Đại Dương
- Úc (1979–2000) —

Châu Âu
- Na Uy (1998–1999)
- Thụy Điển (1998–1999)
- Thổ Nhĩ Kỳ (1986–1995)
- Gruzia (2007–2009)[9]